# Jacob Scipio
Jacob Scipio (Londres, 10 de enero de 1993) es un escritor y actor británico, más conocido por su papel como Armando Aretas en las películas Bad Boys for Life (2020) y Bad Boys: Ride or Die (2024), y por ser Galán en Los Indestructibles 4 (2023).

## Trayectoria
En 2016 Jacob cofundó CPO Productions. En ese tiempo escribió y protagonizó "El Grupo de Escritores" (2018) y "Ángeles & Cowboys" (2016), cortometrajes que triunfaron en el Cannes Tribunal Métrage y fueron proyectadas en Londres en el British Film Institute. 
La carrera de Jacob en televisión comenzó con papeles protagonistas en AlguSome Girls (BBC), As the Bell Rings (Disney) y White Teeth (Canal 4).
En 2022, participa en la serie Pieces of Her, estrenada en Netflix, donde interpreta al personaje de Michael Vargas.